# El eslabón perdido (álbum)
El eslabón perdido fue el cuarto álbum del grupo Vainica Doble. Es un álbum producido por José Manuel Yanes quien también realizó los arreglos. La cubierta original fue diseñada por Iván Zulueta. 

## Músicos de estudio
- Teclados: José Manuel Yanes
- Guitarra: Gaspar Payá Y Luis Mendo
- Batería y percusión : Pedro Peralta
- Percusiones: Bernardo Fuster
- Zanfona: Alejandro Maso
- Bajo: José María Guzmán
- Violín: Rafael Puerta, Eduardo Sánchez y Máximo Morales
- Violoncelo: Manuel López
- Viola: Pablo Ceballos
- Fiscornio y Trompeta: J. L. Medrano

## Lista de canciones
1. Doñana - 5:56
2. Alas de algodón - 3:40
3. La cocinita mágica - 3:40
4. Canción del eslabón perdido - 3:20
5. La niña precoz  - 3:37
6. Escrito con sal y brea/Coloniales y ultramarinos  - 9:30
7. Pájaro Phatwo - 4:20
8. Amigo del alma - 4:17

- Datos: Q5824918